# پرکاپشت یاورزاده
پرکاپشت یاورزاده، روستایی از توابع بخش مرکزی شهرستان آستانه اشرفیه در استان گیلان ایران است.روستای پرکاپشت یاورزاده یکی از روستای هایی بسیار زیبا شرق گیلان
که از جذاب های گردشگری بسیار زیادی برخورد دار هست
نمونه این مکان ها تونل جنگلی و رودخانه سپیدرود هستش
مردم این روستا به کاشت برنج و بادام مشغول هستند
برای اطلاعات بیشتر به پیج اینستاگرام روستا مراجع فرمایید
Parkaposht_yavarzadeh@

## جمعیت
این روستا در دهستان گورکا قرار دارد و براساس سرشماری مرکز آمار ایران در سال ۱۳۸۵، جمعیت آن ۶۸۸ نفر (۱۸۹خانوار) بوده‌است.